# 克里斯·考克斯
克里斯·考克斯（英語：Chris Cox，1982年9月2日—），是一名美國軟體工程師。考克斯是Meta Platforms的首席產品官。他擔任Meta首席執行長馬克·祖克柏的產品開發幕僚長，並負責其“應用程式系列”：Facebook、WhatsApp、Instagram和Messenger。

## 早年生活和教育
考克斯出生於佐治亞州的亞特蘭大，在伊利諾伊州的溫內特卡長大。他是三個孩子中最小的。畢業於New Trier高中，並在爵士樂隊裡演奏。從2001年至2004年就讀於斯坦福大學，並獲得了符號系統學士學位，並專注於人工智能。在退出了斯坦福大學的研究生學位課程後，於2005年加入Facebook。

## 個人生活
2010年，考克斯與斯坦福大學畢業生兼電影導演Visra Vichit-Vadakan結婚。這對夫婦居住在加利福尼亞州，並育有一個兒子和一個女兒。Vichit-Vadakan是泰國政治家、歷史學家、小說家和劇作家鑾威集瓦他干的孫女。